# Pasar Baru (Jakarta)

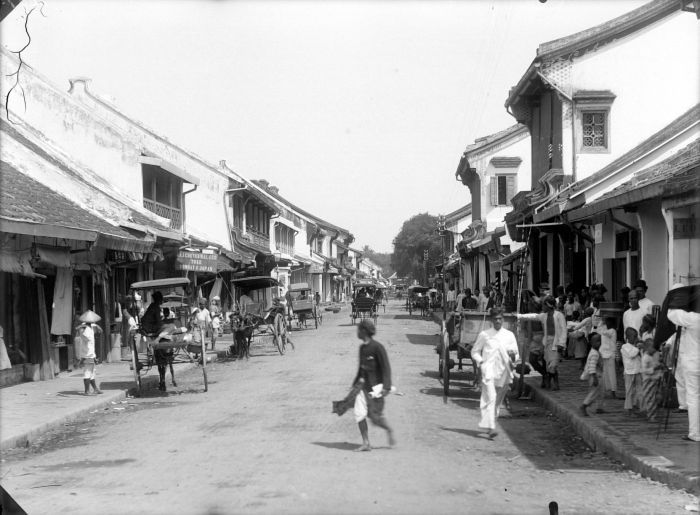
Pasar Baroe in Weltevreden, Batavia (1900-1930).

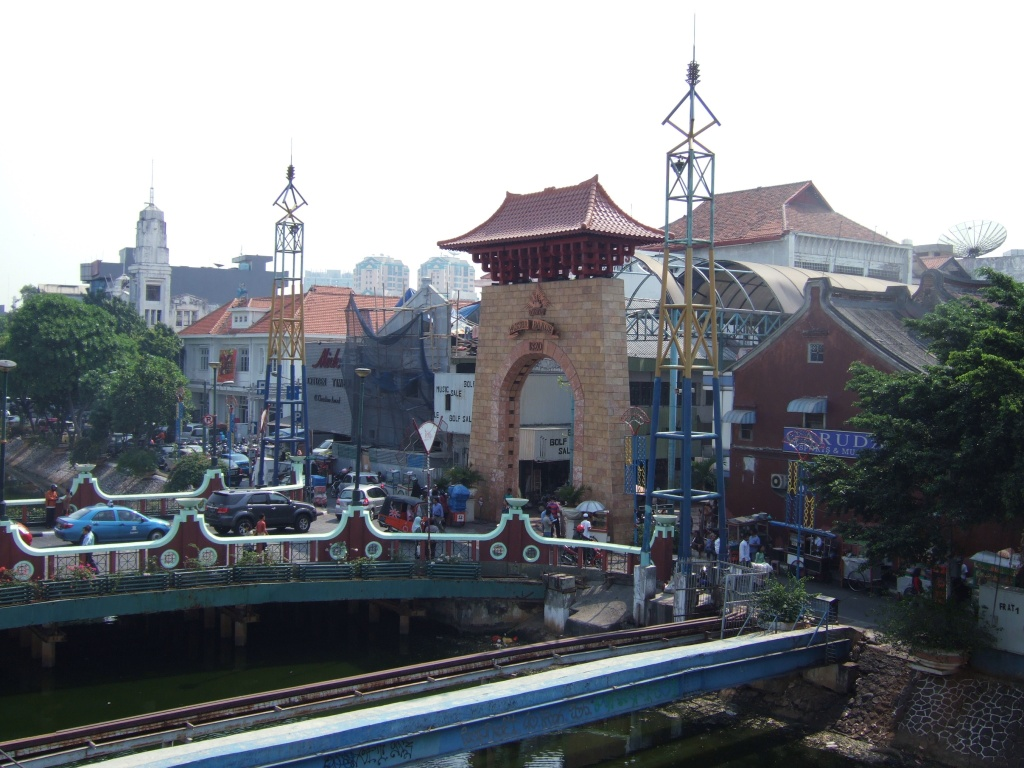
Pasar Baru (2009).

Pasar Baru (Nederlands: Nieuwe Markt) is een winkelcentrum gelegen in Jakarta Pusat, in de Indonesische hoofdstad Jakarta. Het winkelcentrum werd gesticht in 1820  en is hiermee het oudste winkelcentrum in Jakarta.